# Атлантска повеља
Атлантска повеља је политичка декларација уговорена током Атлантске конференције (шифровано RIVIERA) на ратном броду у луци Аргентија на Њуфаундленду (смештеној у заливу Плаценрија). Учесници преговора су били Премијер Уједињеног Краљевства Винстон Черчил и Председник Сједињених Америчких Држава Френклин Д. Рузвелт. Заједничка декларација је издата 14. августа, 1941. године.
Рузвелт је путовао до Аргентије на оклопној крстарици УСС Аугуста, у пратњи бојног брода УСС Арканзас, крстарице УССТускалоса и разарача УСС Макдугал, док је Черчил учинио пут преко Атлантика на бојном броду ХМС Принц од Велса.
Атлантска повеља је успоставила визију света после Другог светског рата, упркос чињеници да Сједињене Државе још нису ушле у рат. Учеснице су се надале да ће Совјетски Савез бити такође уз њих, пошто је на њега јуну исте године започела инвазија нацистичке Немачке. Ова надања се нису остварила.
Повеља је уврштена у Декларацију УН 1942. године.

## Структура документа
Укратко, осам тачака документа су: 
1. не постоје никакве територијалне претензије Сједињених Држава или Уједињеног Краљевства;
2. територијална поравнања морају бити у складу са жељама народа;
3. право на самоопредељење народа;
4. укидање трговинских баријера;
5. глобална економска сарадња и напредак друштвеног благостања;
6. слобода од оскудица и страха;
7. слобода на мору;
8. разоружање земаља агресора, послератно опште разоружање;

На накнадном међусавезничком састанку у Лондону 24. септембра 1941, владе Белгије, Чехословачке, Грчке, Луксембурга, Холандије, Норвешке, Пољске, Совјетског Савеза, и Југославије, и представници генерала Шарл де Гола, лидера Слободне Француске, недвосмислено су усвојили присвајање заједничких принципа представљених у повељи.

## Критике на повељу
Силе Осовине су тумачиле ове дипломатске споразуме као потенцијално савезништво против њих. Адолф Хитлер је на то гледао као доказ завере између УК и САД у међународној завери Јевреја и одобрио је извршавање Коначног решења пре завршетка рата у знак одмазде. У Јапанском царству, Атлантска повеља је ојачала подршку милитаристима у влади, који су захтевали агресивнији приступ према УК и САД.
Са друге стране, овај споразум је један од првих корака ка формирању Уједињених нација.
Званичне изјаве и државни документи наговештавају да да су Черчил и Рузвелт потписали документ. Међутим, не постоји ни једна потписана копија. Британски писац, Х. В. Мортон, који је путовао са Черчиловом групом на Принцу од Велса, је изјавио да ни једна потписан верзија никада није ни постојала. „Документ је прошао кроз неколико измена“, каже Мортон, „и договорени текст је телеграфисан у Лондон и Вашингтон.“ Током овог процеса, грешка се појавила у лондонском тексту, али је она накнадно исправљена.
У то време се јавила одређена забринутост око тајности и сигурности британске стране. Иако су приступили на Принц од Велса у највећој тајности, новинари из САД су приметили одсуство Рузвелта из Вашингтона и повезали је са „изненадним“ одсуством Черчила из Куће представника. Услед недостатка цензуре у земљи још ван ратних дешавања омогућене су разна нагађања новинара. Швајцарски радио, је 6. августа, саопштио гласине да су два лидера на путу да се сретну у Канади. Све ово је почело пре састанка, уз ризик да их пресретне немачка У-подморница.